# Esox aquitanicus
Brochet aquitain
Espèce
Esox aquitanicus, appelé aussi Brochet aquitain,  est une espèce de poissons d'eau douce actinoptérygiens de la famille des Esocidae.

## Aire de répartition
Ce brochet est endémique en France. Il se rencontre dans le Grand Sud-Ouest français.

## Étymologie
L'épithète spécifique est nommée en référence au lieu de sa découverte : l'Aquitaine.

## Taxinomie

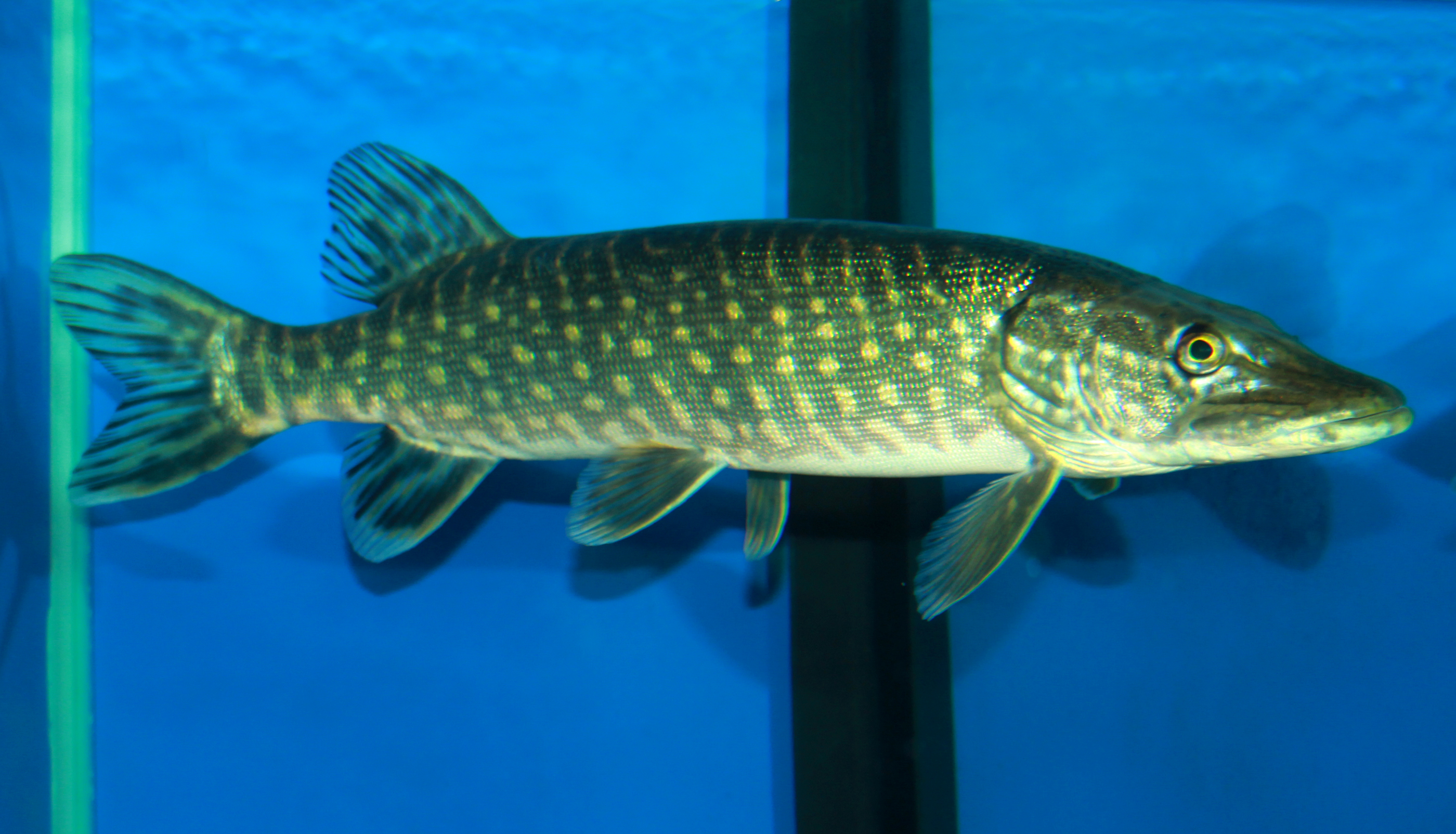
Esox aquitanicus a été distingué en 2014 du grand brochet, ici photographié.

Cette espèce a été décrite en 2014 par les naturalistes Gaël Pierre Julien Denys, Agnès Dettai, Henri Persat, Mélyne Hautecœur et Philippe Keith. Auparavant, elle n'était pas distinguée du grand brochet (Esox lucius), dont elle se distingue par une robe marbrée, un museau plus court et un nombre moins élevé de vertèbres et d’écailles sur la ligne latérale.